# Amade Paxá ibne Riduão
Amade ibne Riduão (em árabe: أحمد بن رضوان; romaniz.: Ahmad ibn Ridwan; m. 1607), mais conhecido como Amade Paxá, foi o governador do eialete de Damasco no início do século XVII. Antes disso, foi governador do sanjaco de Gaza, uma subprovíncia de Damasco, por quase 30 anos.

## Vida

### Governador de Gaza
Amade era filho de Riduão Paxá que fundou a dinastia de Riduão que governou o sul da Palestina por quase dois séculos. Adquiriu o governo do sanjaco de Gaza em 1585 após a morte de Riduão na Anatólia e escolheu Gaza para ser o centro da dinastia. Continuou seu governo relativamente autônomo do distrito – que às vezes incluía Jerusalém e Nablus no centro da Palestina – até 1605. Durante este período, também recebeu o prestigioso papel de emir alhaje pelo Império Otomano. O biógrafo árabe Maomé Almuibi descreveu-o como um homem "corajoso" e "brilhante" com uma grande compreensão da história e da ciência. Poetas da época escreveram canções elogiando seu conhecimento. Durante seu governo como governador de Gaza, a cidade se tornou um centro cultural regional. Seu significado religioso foi impulsionado pelas atividades acadêmicas de Amade na teologia islâmica e pela influência de seu amigo e conselheiro Cairadim Arranli, um importante jurista islâmico na região com quem amigou em 1603.

### Governador de Damasco
Ao contrário de seu pai, teve que fazer lobby para o cargo de beilerbei ("governador provincial") do eialete de Damasco. De acordo com o historiador árabe Rifaate Abu Alhaje, teve que enviar presentes e grandes somas de dinheiro para "incontáveis vizires e burocratas" na capital otomana Istambul antes de ser premiado com a província em 1601. Durante seu governo, Ahmad Pasha tornou-se um patrono de juristas muçulmanos e é conhecido por ter consultado regularmente os 'ulemás, estudiosos muçulmanos de alto escalão, sobre assuntos provinciais. Abu Alhaje escreveu que, quando Amade ganhou o governo de Damasco, havia envelhecido. Morreu, enquanto ainda no poder, em 1607. Após sua morte, seu filho Haçane Árabe Paxá herdou o governo de Gaza e participou da repressão da revolta de Facradim II no moderno Líbano.